# Саргамиш
Саргами́ш (рос. Саргамыш, башк. Һарғамыш) — присілок (у минулому селище) у складі Салаватського району Башкортостану, Росія. Входить до складу Мещегаровської сільської ради.
Населення — 256 осіб (2010; 303 в 2002).
Національний склад:
- башкири — 40 %
- татари — 31 %